# Брайтенбрунн (Швабія)
Брайтенбрунн (нім. Breitenbrunn) — громада в Німеччині, знаходиться в землі Баварія. Підпорядковується адміністративному округу Швабія. Входить до складу району Унтеральгой. Складова частина об'єднання громад Пфаффенгаузен.
Площа — 41,92 км2. Населення становить 2354 ос. (станом на 31 грудня 2020).

## Галерея

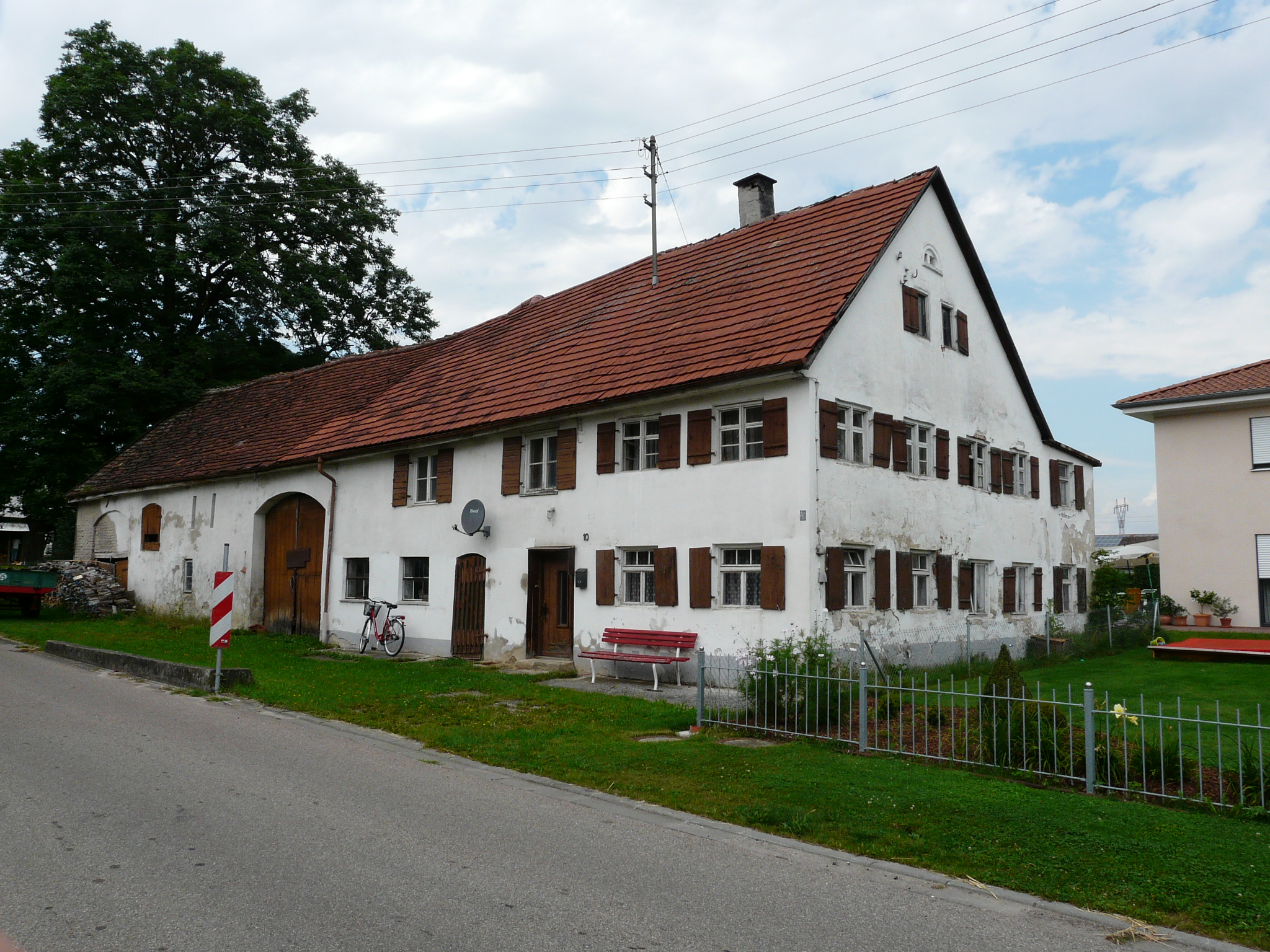